# Chomutowka (obwód kurski)
Chomutowka (ros. Хомутовка) – osiedle typu miejskiego w zachodniej Rosji, centrum administracyjne rejonu chomutowskiego w obwodzie kurskim, a jednocześnie – jednostka administracyjna rejonu (osiedle miejskie).

## Historia
Pierwsza wzmianka o miejscowości jest z roku 1686, jako nowo zasiedlona słoboda o nazwie Komarickij Hołm. Późniejsze nazwy to Sokolje i Sokołowka. Nazwa Chomutowka (używana równolegle z Sokołowką) pojawiła się na początku XVIII wieku.
Dekretem cesarza Pawła I wieś Sokołowka została nadana księżnej Biron i jej licznym krewnym. Po Bironach właścicielką (oficjalnie już Chomutowki) była Olga Konstantinowna Briskorn. Po niej miejscowość przejęła córka Jelizawieta Fiodorowna Lewszyna, a następnie (na przełomie XIX i XX wieku) wnuczka Olga Aleksiejewna Lewszyna-Szaufus (żona generała majora Dmitrija Schaffhausen-Schönberg-Eck-Schaufuß), wnuk Dmitrij Aleksiejewicz Lewszyn i prawnuk Dmitrij Fiodorowicz Lewszyn.
Status osiedla typu miejskiego uzyskał w 1967 roku.

## Geografia
Miejscowość położona jest nad rzeką Chatusza, 56 km od stacji kolejowej Dmitrijew (na linii Briańsk – Lgow), 2 km od trasy Kijów – Orzeł, 5 km od szosy Kijewskiej, 114 km od centrum administracyjnego obwodu (Kurska).
W granicach miejscowości znajdują się ulice: Gagarina, Dacznaja, Drużby, Zawodskaja, zaułek Zawodskoj, Zariecznaja, Kalinina, Kirowa, zaułek Kniżnyj, Kołchoznaja, Komsomolskaja, Kosmonawtow, Łazurnaja, Ługowaja, Mira, Mirnaja, Mołodiożnaja, Nowaja, Oktiabrskaja, Pamiać Ilicza, zaułek Parkowyj, Pionierskaja, Polewaja, Promyszlennaja, Raboczaja, Sadowaja, Sowietskaja, Stroitielnaja, Udarnaja, Ukrainskaja, Chruszczowa, Jubilejnaja, 70 let Oktiabria.
Jako osiedle miejskie (jednostka administracyjna) rejonu chomutowskiego zajmuje powierzchnię 9,92 km².

## Demografia
W 2020 r. miejscowość zamieszkiwało 3416 mieszkańców, zaś jako osiedle miejskie – 3587.

## Atrakcje
- Dwór Lewszynów (dwór-pałac i stary park) (XVIII wiek)[2]

## Galeria zdjęć

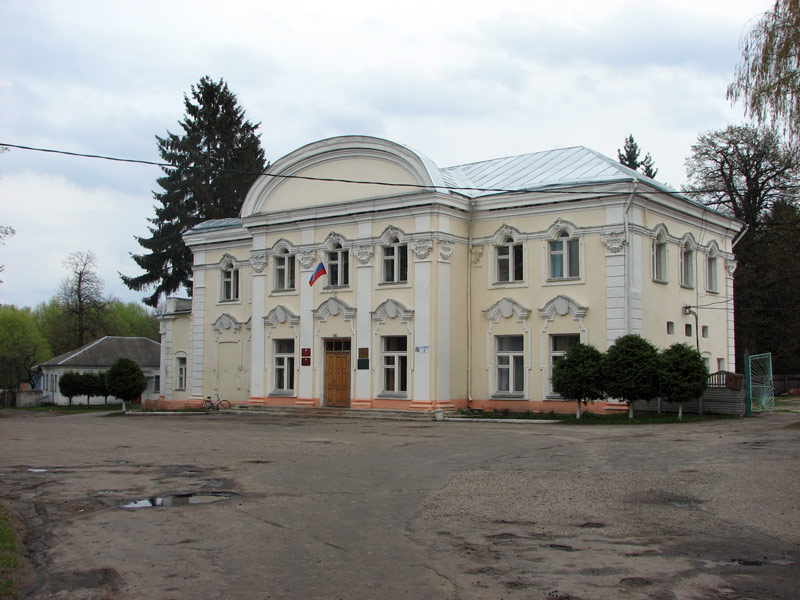
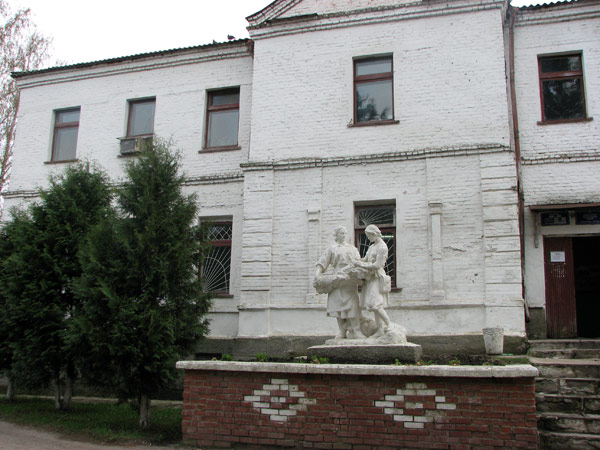
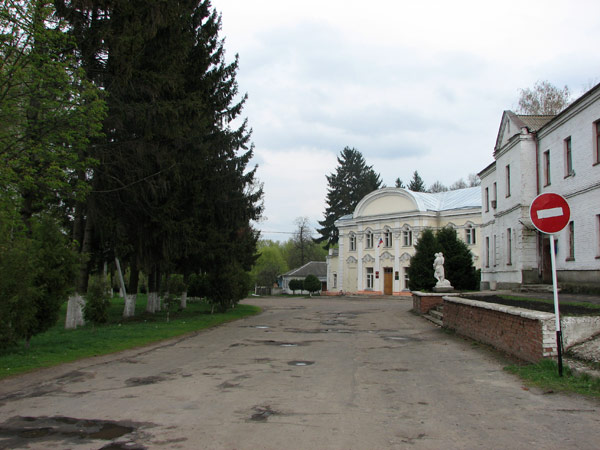
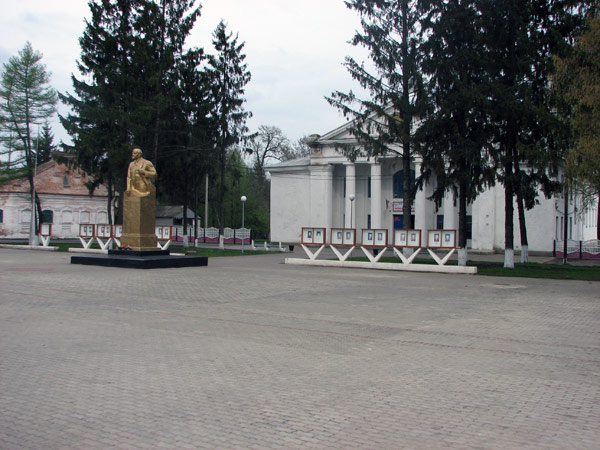
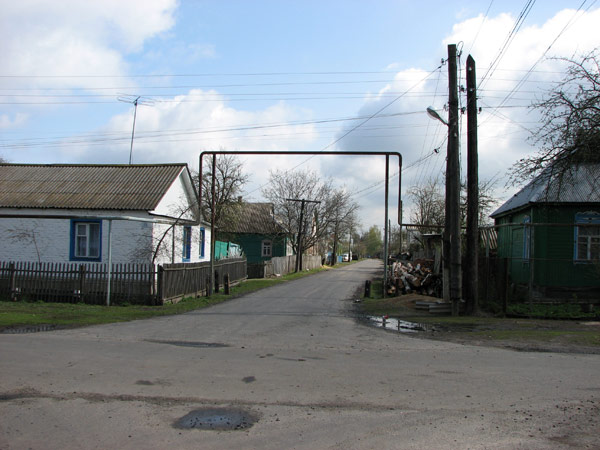
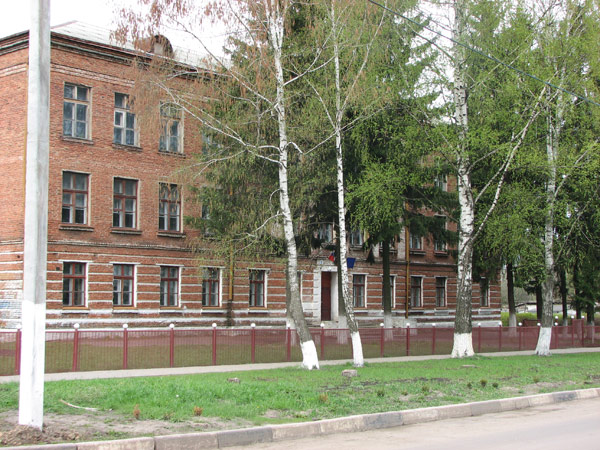
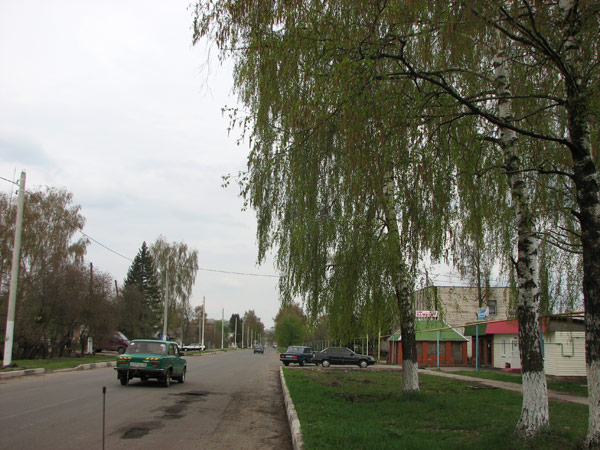
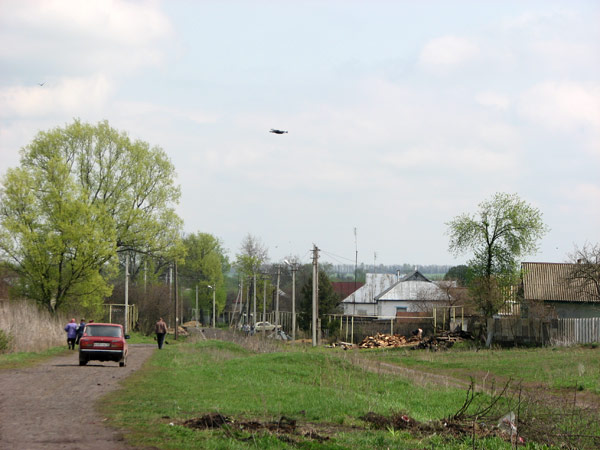
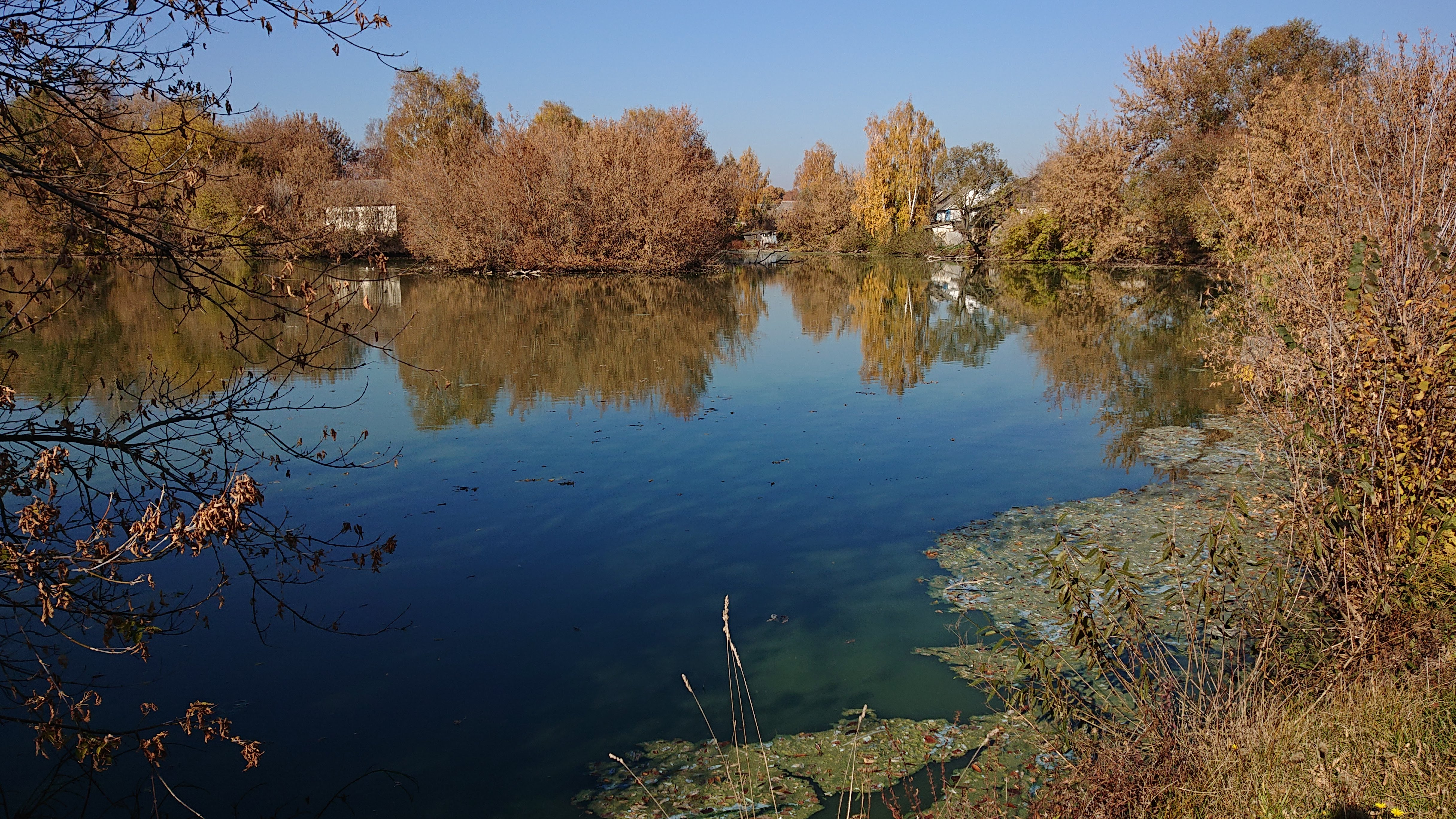